# الانوار
الانوار (به انگلیسی: Al-Anvar) یک برنامه چند سکویی برای مطالعه قرآن است که از پایگاه داده Tanzil.net و ذکر استفاده می‌کند. از جمله قابلیت‌های این برنامه، می‌توان به جستجوی پیشرفته، قابلیت افزودن ترجمه‌ها و تفسیرهای گوناگون قرآن به برنامه، دانلود و نصب ترجمه‌ها و تفسیرهای مختلف از طریق خود برنامه، مقایسه بین ترجمه‌ها و تفسیرهای مختلف، تولید قالب‌های مختلف خروجی از جمله پی‌دی‌اف و اچ‌تی‌ام‌ال، زبانه‌های (به انگلیسی: Tab) مختلف برای خواندن قرآن، قابلیت تغییر دادن فونت، اندازه و رنگ متون، نوشتن یادداشت برای هر آیه، و ... اشاره کرد. این برنامه به زبان‌های مختلفی از جمله فارسی، عربی، انگلیسی، فرانسوی، آلمانی، اندونزیایی، روسی و ... در دسترس است. الانوار یک نرم‌افزار آزاد است و تحت پروانه جی‌پی‌ال نسخه ۲ منتشر می‌شود. این نرم‌افزار به زبان سی++ و جاوااسکریپت نوشته شده است.

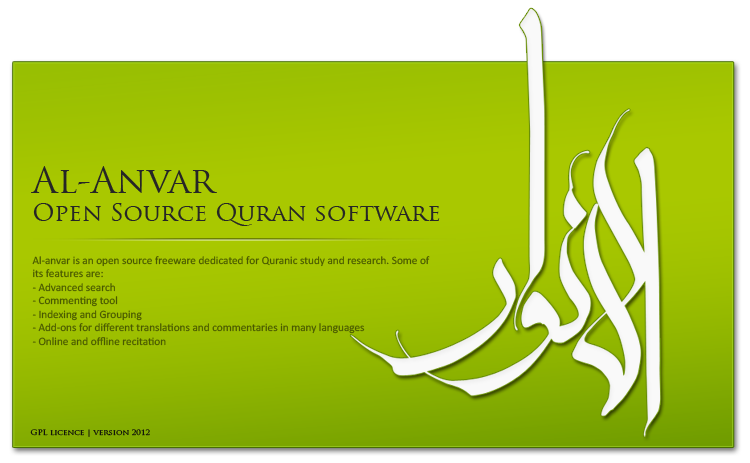